# シミュレーションズ・パブリケイションズ
シミュレーションズ・パブリケイションズ（Simulations Publications, Inc. 略称SPI）は、かつてアメリカ合衆国に存在したテーブルゲームの出版社。主としてウォーゲームを製作した。

## 概要
1969年にジェームス・F・ダニガンによって設立された。最盛期には"Strategy & Tactics"誌をはじめとする複数のゲーム雑誌を刊行し、その付録ゲームも含めて多数のゲームに、様々な革新的なゲームシステムを導入することで、1970年代から1980年代初頭にかけては、業界最大手のアヴァロン・ヒル社とトップシェアを争う存在であった。しかしながら、80年代初頭より経営難が顕在化し1982年に倒産、経営危機以前から融資を行っていたTSR社が在庫と販売業務を引き継ぎ、1983年から1987年まで商品展開を行った。その後も同社の作品は、複数のメーカーによって復刻版や改良版が出版されている。
以下、ゲームタイトルについては、ホビージャパン社より邦訳ルール付きで販売した際のタイトルがあればそれを、ない場合は原題のみを記載する。また、SPIの前身である"Simulations Corp."及び"Poultron Press’'"についても触れる。

## 設立と初期
創業者のジェームズ・F・ダニガンは、学生時代からボードゲームのデザインを行い、1967年には、当時ウォー・シミュレーションゲームにおいて最大手であったアバロンヒル社に自作のゲーム『ジュットランド沖海戦』(en:Jutland)や”1914"を売り込んで、ゲームデザイナーとしての第一歩を踏み出していた。
ダニガンは、1969年にはSimulations Corp.という会社を設立し、”Test Series Games”（TSG)というゲームラインナップを自主出版していたが、同年、経営難に陥っていた"Strategy＆Tactics”（S&T）の出版権を、オーナーであるクリス・ワグナーより引き継ぎ、社名をPoultron Pressと改名した:98 。彼は、S&T誌18号より、雑誌に毎回新しいウォーゲームを、マップ、ルールブック、駒のフルセットで添付することで、読者層を飛躍的に増大させることに成功した:186 。また、Simulations Corp.によるTSGの出版も継続しつつ、アバロンヒル社にも作品を提供したり同社製品の通信販売も請け負うことで、両社は共存共栄の関係を築いていた。
1970年、ダニガンは”TAC3”と呼ばれるゲームをアバロンヒルに売却し、同社はそれを『パンツァーブリッツ』(en:Panzer Blitz)として販売、結果として30万セット以上を販売する大ヒットとなったダニガンはその売却益によって、同年Simulations Corp.とPoultron Pressを合併し、新たにSimulations Publications Corp.社を立ち上げ、本格的にゲーム出版に乗り出すことにした。同社は、翌1971年に、Simulations Publications Inc.（SPI）と改名した:98 。
SPIは、S&Tの定期購読者を増やすため、サイエンティフィック・アメリカン紙を含む高価な広告キャンペーンを打ち、新規購読者には入門ゲーム”Napoleon at Waterloo”を無料で進呈するなどの戦略により、ユーザーをさらに拡大した。さらに、1972年には、よりゲームプレイに特化した雑誌”Moves”を発刊した:101 。しかしながら1973年、SPIの戦略とアバロンヒル社の思惑の不一致により、ダニガンはアバロンヒル社への作品提供と、S&Tが長らく担っていたアバロンヒルゲームの通信販売業務を停止した。これにより、SPIは名実ともに、アバロンヒル社の牙城を脅かす第二の出版社となった。

## 商業的成功と成長
1973年、SPIはそれまでの「裏打ちされていない紙製のマップと駒、ルールブックを封筒に入れたもの」という出版形式から脱却し、アートディレクターであるレドモンド・A・サイモンセンの指導の元で、より高級なパッケージでの出版を始めた。SPIは、ゲームの駒を小分けして収納できるトレイを挟み込んだプラスチックボックスを導入し、デザインの統一性を図り、パッケージの再利用と大量生産を可能とした。このパッケージはSPIゲームの特徴となった。
SPIは、S&T誌による独特なフィードバックシステムを用いることで、より市場に即したゲームデザインが可能であった。これにより、アバロンヒル社が年間に多くて2作品しか出版しなかったのに対し、最盛期には年40作もの作品を市場に送り込むことができた。
またSPIは、中小規模のゲームに飽き足らず、ユーザーの求めに応じ、より巨大なゲームを出版し始めた。1974年に発売された”War in the East”はその嚆矢であり、フルサイズのマップ4枚に1駒1師団単位で1000個以上の駒を使い、独ソ戦の全体の再現を試みるものであった。それ以外にも、『第二次欧州大戦』(en:War in europe)、『大西洋の壁』(Atrantic Wall)、『現代ヨーロッパの攻防』(en:The Next War)など、それらはおのおの、巨大なマップ数枚をつなぎ合わせ、数千個の駒と複数冊のルールブックを含んでおり、プレイには数日を要するものであった。特に1978年に出版された”The Campaign for North Africa”は、第二次世界大戦の北アフリカでの戦いを網羅し、戦闘機やパイロットは1機1人単位で個別の駒を持ち、補給物資は詳細に分かれそれを個々にトラックによって前線に運搬せねばならず、10人のプレイヤーの参加が推奨され、キャンペーンシナリオのプレイ時間は1500時間を超えるなど、現実にプレイする事は不可能な代物であった。
その一方で、SPIはフォリオゲームと呼ばれる一連の小さなゲームを出版した。それらは多くの場合、4つのグループで構成され、個別に「クアドリゲーム」としても販売された。4つのゲームは、それらに共通のルールと個別の専用ルールに分かれており、プレイアビリティを保っていた。
SPIのウォーゲームは、戦略級、作戦級だけでなく、戦術級のものにもおよび、『スナイパー』(en:Sniper!)、『米ソ現代機甲戦』(Firefight)、『空戦マッハの戦い』(en:Air War)は特に人気がありのちにTSRで再販された。
SPIのゲームは、当初は歴史ウォーゲームのみであったが、すぐに仮想戦のゲームにも乗り出した（”World War3”、”Invasion America”など）。その後、『スターフォース』(Star Force)や”War of the Ring”などのSFやファンタジーを題材とした作品にも取り組み、それらをフォローするため、”Ares”という新しい雑誌の出版を開始した:101 。AresにはS&T誌と同様、各号にSF又はファンタジーゲームが添付されていた。それは、70年代後半より始まったテーブルトークRPG（D&Dやトラベラーなど）のブームに便乗するためのものであった。

## 活動停止とTSR社による資産買収
1979年、長年同社のマーケティング部門を支えてきたハワード・バラッシュが退社、翌年、経営悪化と内紛によりダニガンが去り、社長の座は最終的にS＆T創始者の、クリス・ワグナーが引き継いだ。
1980年、SPIは、ウォーゲーム以外のユーザーを開拓するべく、米国でヒットしていたテレビドラマ「ダラス」の版権をロリマー・テレビジョンより獲得し、そのテーブルトークロールプレイイングゲームを製作したが、完成したゲームは失敗で、SPIの財務改善に貢献する事も、新しい市場を開拓することも出来なかった。
SPIは、1970年代のウォーゲームマーケット拡大に対応するため、ベンチャーキャピタルからの投資を受けていたが、それは売り上げだけが伸び利益の伸びが見込めない場合は返済する必要があった。1982年、運転資金が枯渇したSPIは、救済買収を他社に求め始めた。最初に同業のアバロンヒル社が名乗りを上げたものの、買収は成立しなかった。これは、インフレによるコスト増によりSPI社の利益が目減りし現金損失がさらに増加していたためで、アバロンヒル社は代案として、SPIの持つ5つのゲームタイトルの版権を得ることで限定的な支援を行ったものの、SPIの経営は好転しなかった。
SPIは、ロールプレイイングゲーム『ダンジョンズ＆ドラゴンズ』を出版していたTSR社より、22万5千ドルから40万ドルの融資を得た。この融資は、SPIの資産を担保にしており、これによって得た現金でSPIは従業員への未払い賃金と、ベンチャーキャピタルへの返済をおこなうことができたが、TSR社は、その直後2週間もたたないうちにSPIに融資の返済を求め、既に現金も入金の当ても枯渇していたSPIは、すべての版権と在庫ストックをTSRに譲渡し、事実上倒産した。TSR社は、もともとSPIを買収したがっていたのだが、同時にSPIの持つ負債を負うことを嫌がり、結果として1983年に、SPIの持つ全資産を得ることに成功したものの、それはSPIが持っていた多くの顧客を失うことを意味していた

## 倒産の余波
1980年代初頭のウォーゲーム市場の急速な縮小により、TSRはSPIから得たタイトルの多くを再販せず、最終的にはS＆T誌を除くすべてのタイトルを絶版にした。TSR社は、そのS&T誌も1987年に競合誌”The Wargamer”を出版していたワールド・ワイド・ウォーゲームズ社に売却した:101 。その後、1988年にカリフォルニアで設立されたDecision Games社が、SPIの版権の大半を取得している。
1982年、アバロンヒル社はSPI社の開発スタッフの多くを雇用し、完全子会社であるビクトリーゲームズ社を設立したが、ブームの終焉に伴い1989年に解散した。

## 受賞
- チャールズ・S・ロバーツ賞　最優秀商業雑誌 1974年[17]、1975年[18]、1976年[19] 、1977年[20]: Strategy & Tactics
- チャールズ・S・ロバーツ賞　1977年最優秀ファンタジーボードゲーム: War of the Ring[20]
- チャールズ・S・ロバーツ賞　1978年最優秀ボードゲーム: To the Green Fields Beyond[21]
- チャールズ・S・ロバーツ賞　1979年最優秀ボードゲーム:『市街戦』(en:City Fight)[22]
- チャールズ・S・ロバーツ賞　1979年最優秀ファンタジーSFゲーム: 『怪獣征服』（en:The Creature That Ate Sheboygan)[22]
- H. G. ウエルズ賞　1979年最優秀ロールプレイイングゲーム:Commando[22]
- チャールズ・S・ロバーツ賞 1980年優秀ボードゲーム:『帝国の興亡』(en:Empires of the Middle Ages)[23]
- H. G. ウエルズ賞　1979年最優秀ロールプレイイングゲーム:  DragonQuest[23]

## 日本での展開
SPI社のゲームは、1975年頃より個人もしくはホビーショップが少数の輸入を行なっていた。1981年よりホビージャパン社が邦訳ルールを添付して本格的に輸入販売を開始し、さらに一部の作品はライセンスを取得して日本語化され、ボックスセットとして販売された他、同社のウォーゲーム専門誌である「タクテクス」の付録として出版されていた。また、ホビージャパン社は、日本では未だウォーゲームが商業的に好調な時期だった1982年、子会社のポストホビー社を介して倒産に瀕するSPI社の買収交渉を行っていたが成立しなかった。
SPI倒産後も、同社の作品は人気を得ており、一部のゲームは、国際通信社の発行する「コマンドマガジン日本版」誌の付録として、またサンセットゲームズ社によりボックスセットとして復刻、販売されている。